# Odontella (växt)
Odontella (äldre släktnamn Biddulphia) är ett släkte i havet levande kedjebildande planktoniska kiselalger. Cellerna är elliptiska; skalen välvda, tvåpoliga och vanligen försedda med kraftiga utskott och taggar.
Hos Odontella mobiliensis har iakttagits en uppdelning av cellinnehållet i ett stort antal nakna, cilieförsedda så kallade mikrosporer. Släktet omfattar ett 40-tal i Nordsjön och Atlanten utbredda arter, även fossila arter förekommer.